# Torneo de Zagreb 2010
El PBZ Zagreb Indoors (Torneo de Zagreb) fue un evento de tenis ATP World Tour de la serie 250, se disputó en Zagreb, Croacia entre el 1 al 7 de febrero.

## Campeones
- Individuales masculinos:  Marin Čilić derrota a  Michael Berrer, 6–4, 6(5)–7, 6–3.

- Dobles masculinos:  Jürgen Melzer /  Philipp Petzschner derrotan a

 Arnaud Clément /  Olivier Rochus,  3–6, 6–3, 10–8.